# Itoplectis flavicincta
Itoplectis flavicincta är en stekelart som beskrevs av Forster 1888. Itoplectis flavicincta ingår i släktet Itoplectis och familjen brokparasitsteklar. Inga underarter finns listade i Catalogue of Life.